# Costa do Marfim nos Jogos Olímpicos de Verão de 1972
A Costa do Marfim competiu nos Jogos Olímpicos de Verão de 1972 em Munique, Alemanha Ocidental.

## Resultados por Evento

### Atletismo
100m masculino
- Gaoussou Koné
  - Primeira Eliminatória — DNS (→ did not advance)

Revezamento 4x100m masculino
- Kouakou Komenan, Amadou Meité, Kouami N'Dri,e Gaoussou Koné
  - Eliminatórias — 39.81s (→ não avançou)